# Disney's Saratoga Springs Resort & Spa
Disney's Saratoga Springs Resort & Spa is een Disney Vacation Club Resort in het Walt Disney World Resort in Lake Buena Vista, Florida, dat wordt beheerd door The Walt Disney Company. De opening van Disney's Saratoga Springs Resort & Spa was op 17 mei 2004. Het resort kan alleen worden geboekt door leden van de Disney Vacation Club. Echter, wanneer de kamers niet allemaal bezet zijn, kunnen ook andere gasten in de kamers verblijven.

## Geschiedenis
Het 26 hectare grote resort is ontworpen door het architectenbureau van Graham Gund uit Cambridge in Massachusetts. Vanaf de opening op 17 mei 2004 is het hotel in verschillende fases uitgebreid, waarbij steeds enkele gebieden aan het resort werden toegevoegd:
- Fase 1: Bij de opening werd het gebied Congress Park opgeleverd, waarin 4 villa's te vinden waren met in totaal 280 kamers.
- Fase 2: Een jaar later, in de lente van 2005, openden de gebieden The Springs en The Paddock, met daarin 8 villa's die 560 kamers bevatten.
- Fase 3: In 2007 opende de gebieden The Carousel en The Grandstand, met hierin 6 villa's met een totaal van 420 kamers.
- Fase 4: Op 1 juni 2009 werd een gebied bij het resort gevoegd dat voorheen voor de huisvesting van medewerkers van Walt Disney World diende: de Treehouse Villas. Deze toevoeging tot het resort betekende een toename van 60 accommodaties, de zogenaamde Treehouse Villas (ofwel boomhut-gebouwen).

In oktober van 2007 ontving het resort een certificaat voor het "Florida Green Lodging Program".

## Gebouwen

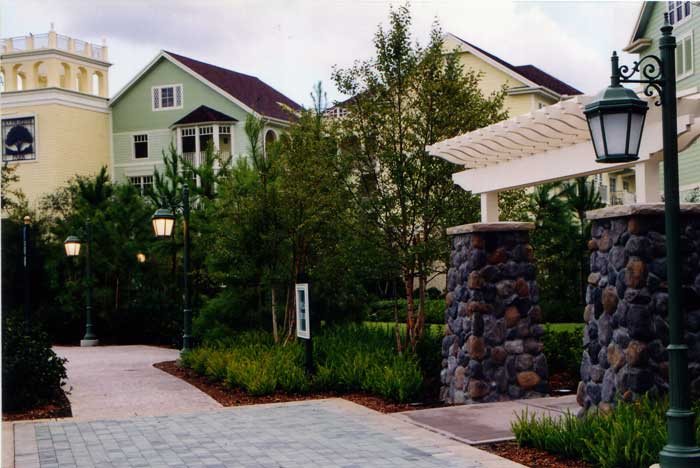
Congress Park, het oudste gedeelte van het resort

Disney's Saratoga Springs Resort & Spa bestaat onder andere uit 1 hoofdgebouw, 18 hotelgebouwen, 60 Treehouse Villas en nog enkele losse facilitaire gebouwen. De gebieden waarin de oorspronkelijke gebouwen van het resort liggen, hebben verwantschap met het echte Saratoga Springs in de staat New York: The Springs, The Carousel, The Paddock, Congress Park en The Grandstand. De Treehouse Villas liggen in een afzonderlijk gedeelte van het resort, dat The Treehouse Villas at Disney's Saratoga Springs Resort & Spa wordt genoemd. Het centrale gebouw van het hotel, waar zich tevens de lobby en de grootste faciliteiten bevinden, heet het Carriage House.

## Restaurants
- The Turf Club Bar and Grill is zowel een restaurant als een lounge. De lounge heet The Turf Club Lounge en bevat onder andere een bar en enkele pooltafels. In The Turf Club Bar and Grill wordt enkel diner geserveerd.
- The Artist's Palette is een quick service restaurant, waarbij zowel warme als koude maaltijden worden geserveerd. Tevens is er een bakkerij aanwezig en is er een selectie van verschillende wijnen te vinden. Het restaurant is gethematiseerd naar de studio van een kunstschilder.
- On The Rocks is een bar bij het centrale zwembad van het resort, de High Rock Spring Pool.
- The Paddock Grill is een bar bij het zwembad dat gelegen is in The Paddock: de The Paddock Pool.
- The Backstretch Pool Bar is een bar bij het zwembad dat gelegen is in The Grandstand.

## Winkeltjes
- The Artist's Palette is een winkeltje dat nabij het restaurant ligt met dezelfde naam.

## Overige faciliteiten
- Senses - A Disney Spa is een spa waarbij verschillende behandelingen worden aangeboden. In het complex zijn onder andere thermale baden te vinden en privéruimten.
- Lake Buena Vista Golf Course is een golfterrein, waarvan het clubhuis op een benedenverdieping van het Carriage House is gelegen.
- Verschillende zwembaden, waaronder het centrale zwembad, de High Rock Spring Pool, en enkele kleinere zwembaden verspreid over het resortterrein, zoals The Paddock Pool en zwembaden in The Grandstand, Congress Park en bij de Treehouse Villas.
- Disney Vacation Club Preview Center is de centrale verkooplocatie van de Disney Vacation Club, waarbij kamers uit verschillende Vacation Club resorts zijn nagebouwd en previews te zien zijn van toekomstige Disney Vacation Club resorts.